# Whakatane

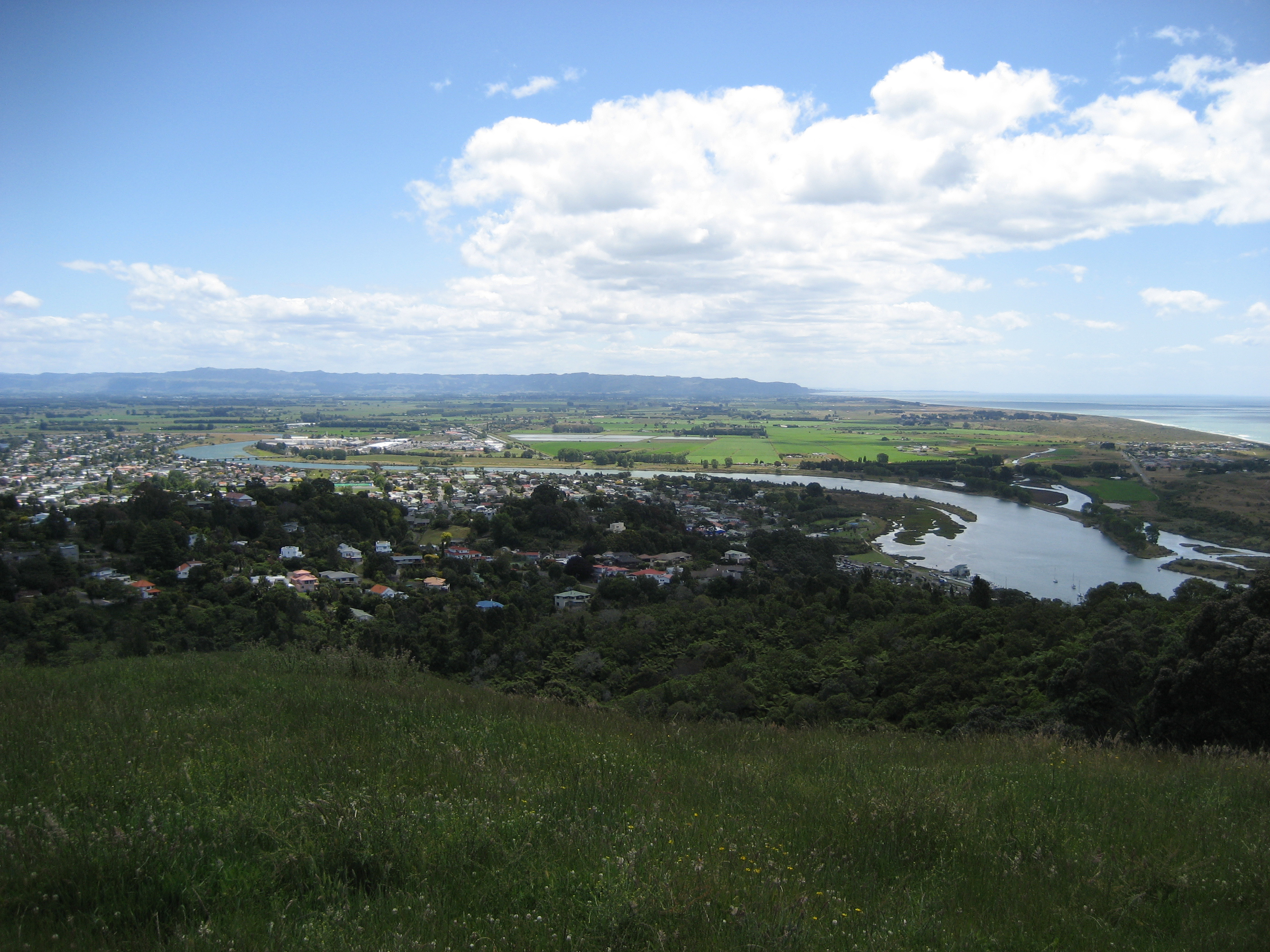
Widok na Whakatane

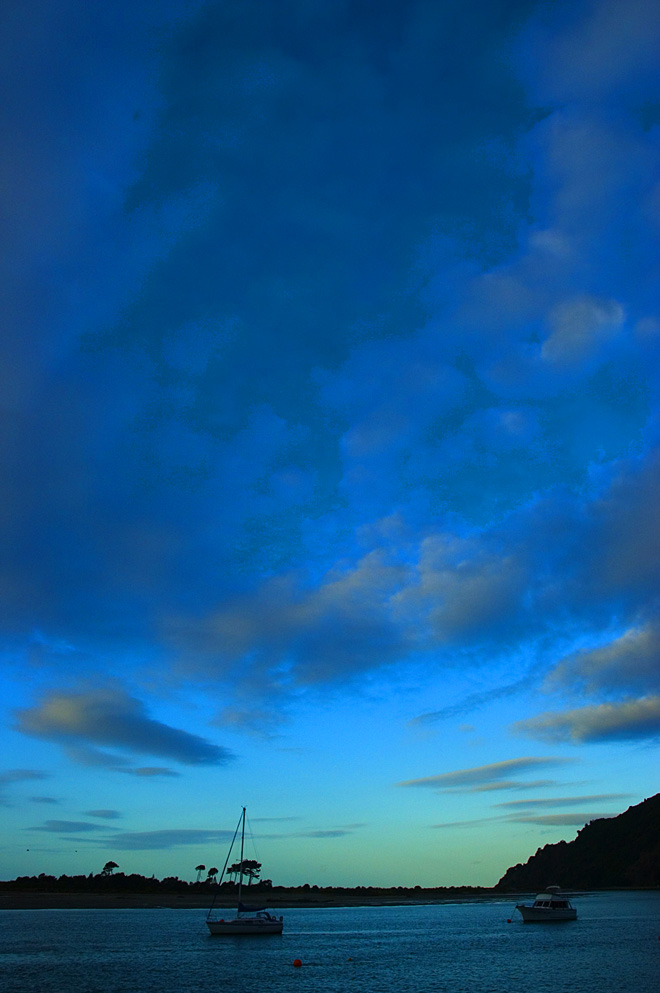
Port w Whakatane o zachodzie słońca

Whakatane – miasto w Nowej Zelandii na Wyspie Północnej leżące nad Zatoką Obfitości. Whakatane leży 90 kilometrów na wschód od Taurangi i 98 kilometrów na północny wschód od Rotorua przy ujściu rzeki Whakatane. Miasto liczy 18 000 mieszkańców a kolejne 15 000 ludzi mieszka w rozległym rejonie Whakatane. Z tego około 40% ludności pochodzi od Maorysów.

## Historia

### Osadnictwo
Tereny, na których obecnie jest położone miasto, były już od dawna zamieszkiwane. Maoryskie pā powstały, kiedy tylko pierwsi polinezyjscy osadnicy przybyli do tej ziemi. Było to około XII wieku.
Nazwa Whakatane upamiętnia wydarzenie, które miało miejsce po przypłynięciu na Mataatua. Kiedy mężczyźni wyszli z łodzi waka na ląd, zaczęła się ona oddalać od brzegu. Wtedy Wairaka, córka wodza powiedziała “Kia Whakatāne au i ahau” (“Spełnię rolę mężczyzny”) i podniosła wiosło (czego kobietom nie wolno było robić), dzięki czemu z pomocą innych kobiet ocaliła łódź.
Obszar wokół Whakatane odegrał ważną rolę w czasie maoryskich wojen w połowie XIX wieku, a zwłaszcza w czasie zdarzenia związanego ze śmiercią misjonarza Karla Volknera. Miasto odegrało też ważną rolę w czasie ataku w 1869 roku przez siły Te Kootiego. Na plażach Whakatane odbyło się historyczne spotkanie pomiędzy premierem Josephem Wardem a kontrowersyjnym maoryskim lokalnym działaczem Ruą Kenanem Hepetipą. Miało to miejsce 23 marca 1908 roku. Kenana ogłosił wtedy, że zostaje następcą Te Kootiego.
12 kilometrów na północ od Whakatane położona jest Whale Island (Wyspa Wielorybów). Na tej małej wyspie znajduje się wiele pā (ufortyfikowanych maoryskich osad). W październiku 1769 roku zawinął tu James Cook na pokładzie HM Bark „Endeavour”.

## Przemysł i turystyka
Miasto ma rozwiniętych kilka różnych gałęzi przemysłu: leśniczy, mleczarski, ogrodniczy, rybołówstwo, turystyczny oraz papierniczy. Znajduje się tu fabryka papieru, wykorzystująca drewno z pobliskich lasów oraz wydawnictwo prasowe. Whakatane jest popularnym miejscem, z którego turyści wyruszają na jednodniowe wycieczki na White Island (Whakaari), najbardziej aktywny nowozelandzki wulkan, zlokalizowany 48 kilometrów na północ od Whakatane. Whakatane jest często bazą noclegową dla wielu turystów, którzy chcą odkryć inne atrakcje w tym regionie. Do popularnych atrakcji zalicza się pływanie z delfinami, obserwowanie wielorybów, rejsy, amatorską astronomię, polowania czy lotnictwo.

## Infrastruktura
Zarówno ujście rzeki Whakatane jak i port Ohiva zapewniają miejsca do zacumowania dla jachtów, trawlerów oraz od czasu do czasu małych statków europejskich przybyszów. Częściej korzysta się z pobliskiego lotniska, którego powstanie znacznie ograniczyło korzystanie z lotnisk w Auckland i Wellington.
Jest tutaj również boczna linia kolejowa. Mieszkańcy korzystają z kilku rodzajów transportu. Są to prywatne auta, kilka linii autobusowych, taksówki, jak również jazda na rowerze.
Miasto jest podłączone do nowoczesnej sieci telekomunikacyjnej, włączając w to dostęp do szybkiego internetu.

## Kultura

### Muzea
- Whakatane Museum and Gallery – strona muzeum

### Teatry
- Teatr Whakatane

## Miasta partnerskie
- Kamagaya, Japonia